# 伊東治明
伊東 治明（いとう はるあき）は、安土桃山時代から江戸時代初期にかけての武将、旗本。実父は金森長近とされる。
慶長13年（1608年）に徳川家康に仕え、2,500石を賜った。慶長15年（1610年）1月2日、豊臣秀頼の名代として徳川家康に年頭の挨拶をした（徳川実紀）。大坂の陣に従軍し、義兄弟の金森可重と共に岸和田城主の小出吉英の加勢として、戦闘に参加している。。
元和2年（1616年）12月22日、別所孫次郎宅で喧嘩となり、別所の家人によって斬り殺された。この時、仲裁に入った桑山一直が負傷している。この事で長近の男系子孫は、断絶した。

## 子孫
飛騨高山藩3代藩主の金森重頼は、実は治明の子であるとする史料がある。治明の父の金森長近は自身の後継ぎとして、長男などに先立たれたため、自身とは全く血縁の無い養子の可重に相続させた。2代目の可重は複数いた自分の実子には継がせず、長近の血縁上の孫である重頼を養子に迎えて跡を継がせたことになる。